# Route nationale 81
La route nationale 81 (RN 81 o N 81) è stata una strada nazionale francese che partiva da Nevers e terminava a Pouilly-en-Auxois.

## Percorso
Prima del 1972, aveva inizio a Noirétable dalla N89 e si dirigeva a nord-est passando per Les Salles, Saint-Just-en-Chevalet (fino a dove venne declassata a D53), Juré (oggi come D1), Cremeaux e Le Puy (comune di Saint-Jean-Saint-Maurice-sur-Loire) (oggi D86), quindi dopo Lentigny raggiungeva Roanne con un tratto declassato a D53, quindi terminava sulla N7.
La nuova N81 dopo Nevers riprendeva un troncone della N79 da Saint-Éloi a Decize, risalendo la valle della Loira, quindi continuava a sud dell’Aron e dell’Alène in direzione est, raggiungendo Luzy. Virava allora a nord-est e seguiva la valle dell’Arroux a partire da Laizy, arrivando così ad Autun e ad Arnay-le-Duc. Si concludeva poco dopo, presso Pouilly-en-Auxois, in corrispondenza dell’incrocio con l’autoroute A38. Questa strada fu completamente declassata a D981 nel 2006.